# Jason Cunliffe
Jason Ryan Quitugua Cunliffe (Aganha, 23 de outubro de 1983), é um futebolista guamense que atua como atacante. Atualmente, joga pelo Bank of Guam Strykers, e é o atual capitão da seleção de Guam.

## Clubes
Cunliffe jogou pela primeira vez nas categorias de base do Tumon Soccer Club, aos 5 anos de idade. Ele fazia parte da equipe do Houston Texans que ganhou dois campeonatos nacionais da juventude em 2001 e 2002, e fez parte da equipe que venceu a Copa local. Cunliffe jogou pelo Santa Clara Broncos, time da Universidade de Santa Clara (disputa atualmente a primeira divisão da NCAA), fazendo parte da equipe que competiu na NCAA Final Four de 2003.
Entre 2006 e 2012, defendeu Quality Distributors e Guam Shipyard na Guam Men's Soccer League. Assinou com o Pachanga Diliman, da primeira divisão do Campeonato Filipino, atuando em 13 jogos. Entre 2013 e 2018, jogou pelo Rovers FC, mudando-se posteriormente para o Bank of Guam Strykers.

## Seleção Nacional
Ele representou a seleção de Guam na equipe sub-16. Fez a estreia na seleção principal na AFC Challenge Cup 2006, e em pouco tempo se tornou capitão. É o recordista de jogos (53) e de gols marcados (22) pelo selecionado.

## Títulos
Quality Distributors
- Campeonato Guamês: 2 (2007 e 2007–08)
- Copa de Guam: 1 (2008)

Guam Shippyard
- Copa de Guam: 2 (2010 e 2012)

Rovers FC
- Campeonato Guamês: 5 (2013–14, 2014–15, 2015–16, 2016–17 e 2017–18)
- Copa de Guam: 2 (2014 e 2016)

## Ver Também
- Seleção Guamesa de Futebol